# Léopold-George de Hesse-Hombourg
Léopold-George, Prince Héréditaire de Hesse-Homburg (25 octobre 1654 à Bingenheim – 26 février 1675 à Gravenstein, dans le Schleswig-Holstein), est un noble allemand et l'héritier présomptif du Landgraviat de Hesse-Hombourg à partir de sa naissance. Après que son père, Guillaume-Christophe de Hesse-Hombourg, vend Hombourg à son jeune frère George Christian en 1669, Léopold George devient landgrave de Hesse-Hombourg-Bingenheim. 
Il est décédé 6 ans avant son père, et n'est jamais devenu le comte lui-même. Léopold George ne s'est jamais marié et n'a pas de descendance légitime.